# Prawo do dostępu do Internetu
Prawo do dostępu do Internetu – pogląd, że wszyscy ludzie muszą mieć dostęp do Internetu, aby korzystać ze swoich praw do wolności wypowiedzi i opinii oraz innych podstawowych praw człowieka. Zakłada także, że państwa są odpowiedzialne za zapewnienie dostępu do Internetu i że państwa nie mogą w nieuzasadniony sposób ograniczać indywidualnego dostępu do Internetu.
Dostęp do Internetu jest uznawany za prawo człowieka m.in. w Finlandii, Francji, Hiszpanii i Indiach.